# Olaf Klose
Olaf Klose (* 13. Januar 1903 in Doberan; † 22. März 1987) war ein deutscher Kunsthistoriker und Bibliothekar.

## Leben und Wirken
Olaf Klose war ein Sohn des Pastors Wilhelm Klose (1857–1943), der die Passionspsalmen des isländische Pfarrers Hallgrímur Pétursson ins Deutsche übersetzte. Der Schweriner Domorganist Hermann Klose war sein Onkel. 
Olaf Klose studierte Geschichte, Kunstgeschichte und nordische Sprachen. 1929 wurde er mit der Arbeit Die Familienverhältnisse auf Island. Vor der Bekehrung zum Christentum auf Grund der Islendingasögur an der Universität Leipzig zum Dr. phil. promoviert. Anschließend arbeitete er in Bibliotheken in Kiel, Berlin, Marburg und Kopenhagen. 
Von 1949 bis 1970 war er Direktor der Schleswig-Holsteinischen Landesbibliothek in Kiel. Er war außerdem Schriftführer der „Gesellschaft für Schleswig-Holsteinische Geschichte“ und als Nachfolger von Volquart Pauls (später mit Wolfgang Prange) Herausgeber der Zeitschrift der Gesellschaft für Schleswig-Holsteinische Geschichte.

## Auszeichnungen
- 1968: Bundesverdienstkreuz 1. Klasse
- Universitätsmedaille der Christian-Albrechts-Universität zu Kiel[4]
- 1969: Ehrenprofessor des Landes Schleswig-Holstein in Würdigung seiner Verdienste um das Bibliothekswesen in Schleswig-Holstein und um die Erforschung der schleswig-holsteinischen Geschichte[5]

## Schriften
- Die Familienverhältnisse auf Island. Vor der Bekehrung zum Christentum auf Grund der Islendingasögur. Dissertation. Universität Leipzig 1929. Westermann, Braunschweig 1929, DNB 571419097.
- Islandkatalog der Universitätsbibliothek Kiel und der Universitäts- und Stadtbibliothek Köln. Universitätsbibliothek, Kiel 1931, DNB 361069987.
- Die nordische Professur in Kiel in der 2. Hälfte des 19. Jahrhunderts. Quellen zur Geschichte der Beziehungen zwischen Kiel und dem Norden. In: De Libris. Bibliofile Breve til Ejnar Munksgaard paa 50-Aarsdagen 28. Februar. Kopenhagen 1940, S. 56–74.[6]
- mit Hans Hingst, Volquart Pauls: Geschichte Schleswig-Holsteins. Wachholtz, Neumünster 1955–1960.
- (Hrsg.): Schleswig-Holstein und Hamburg (= Handbuch der historischen Stätten Deutschlands. Band 1). Kröner, Stuttgart 1958. 3. Auflage 1976, ISBN 3-520-27103-6.
- Die Jahrzehnte der Wiedervereinigung 1721–73. In: Geschichte Schleswig-Holsteins. VI, 1959, S. 1–159.
- Ferdinand Tönnies, Friedrich Paulsen. Briefwechsel 1876–1908. Hrsg. gemeinsam mit Eduard Georg Jacoby und Irma Fischer. Hirt, Kiel 1961 (Veröffentlichungen der Schleswig-Holsteinischen Universitätsgesellschaft, N.F., 27).
- mit Lilli Martius: Ortsansichten und Stadtpläne der Herzogtümer Schleswig, Holstein und Lauenburg. Wachholtz, Neumünster 1962.
- mit Eva Rudolph (Hrsg.): Schleswig-Holsteinisches Biographisches Lexikon. Band 1–5. Wachholtz, Neumünster 1970–1979.
- (Übers.): Roar Skovmand, Vagn Dybdal, Erik Rasmussen: Geschichte Dänemarks 1830–1939. Die Auseinandersetzungen um nationale Einheit, demokratische Freiheit und soziale Gleichheit. Wachholtz, Neumünster 1973, ISBN 3-529-06146-8.
- Dänemark. Handbuch der historischen Stätten. Kröner, Stuttgart 1982, ISBN 978-3-520-32701-7.